# 죽도항 (고흥군)
죽도항은 대한민국 전라남도 고흥군 도화면 지죽리에 있는 어항이다. 1993년 9월 10일 지방어항으로 지정하여 관리하고 있다. 시설관리자는 고흥군수이다.

## 어항 연혁
신호대가 섬을 둘러싸고 있어 대섬이라 불리다가 봉황새가 죽실을 따 먹으려고 이섬에 날아왔다 하여 길조란 뜻으로 대 죽자와 섬 도자를 따서 죽도라 이름 하였으며 1963년 행 정구역 개편에 따라 도화면으로 편입된 후 오늘에 이르고 있다.

## 어항 구역
죽도항의 어항 구역은 다음과 같다.
- 수역: 죽도 끝부분 돌출부에서 목도 돌출부 직각으로 1410번지 지점과 그 지점에서 죽도 상단 돌출부를 연결하는 공유수면

## 어항 시설
- 방파제 186m, 물양장 294m

## 주요 어종
- 장어, 농어